# Romuléon (Miélot)

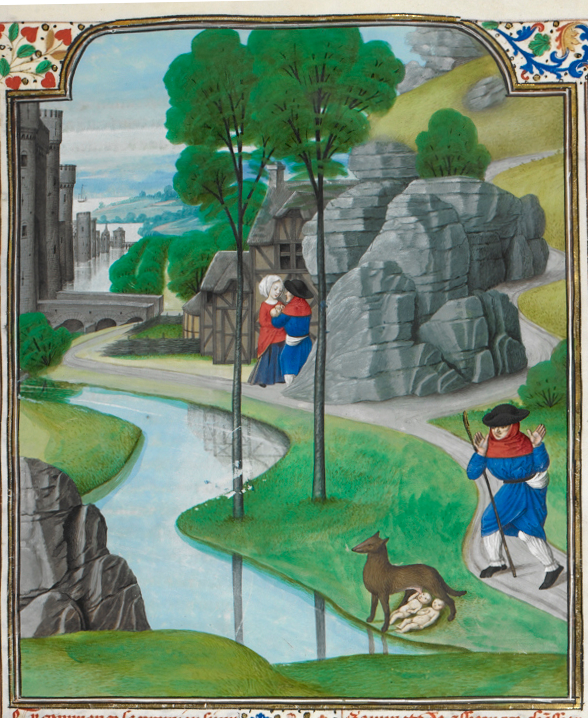
Romulus y Remus representados al comienzo del Libro I (BL Royal MS 19 E v) Londres.

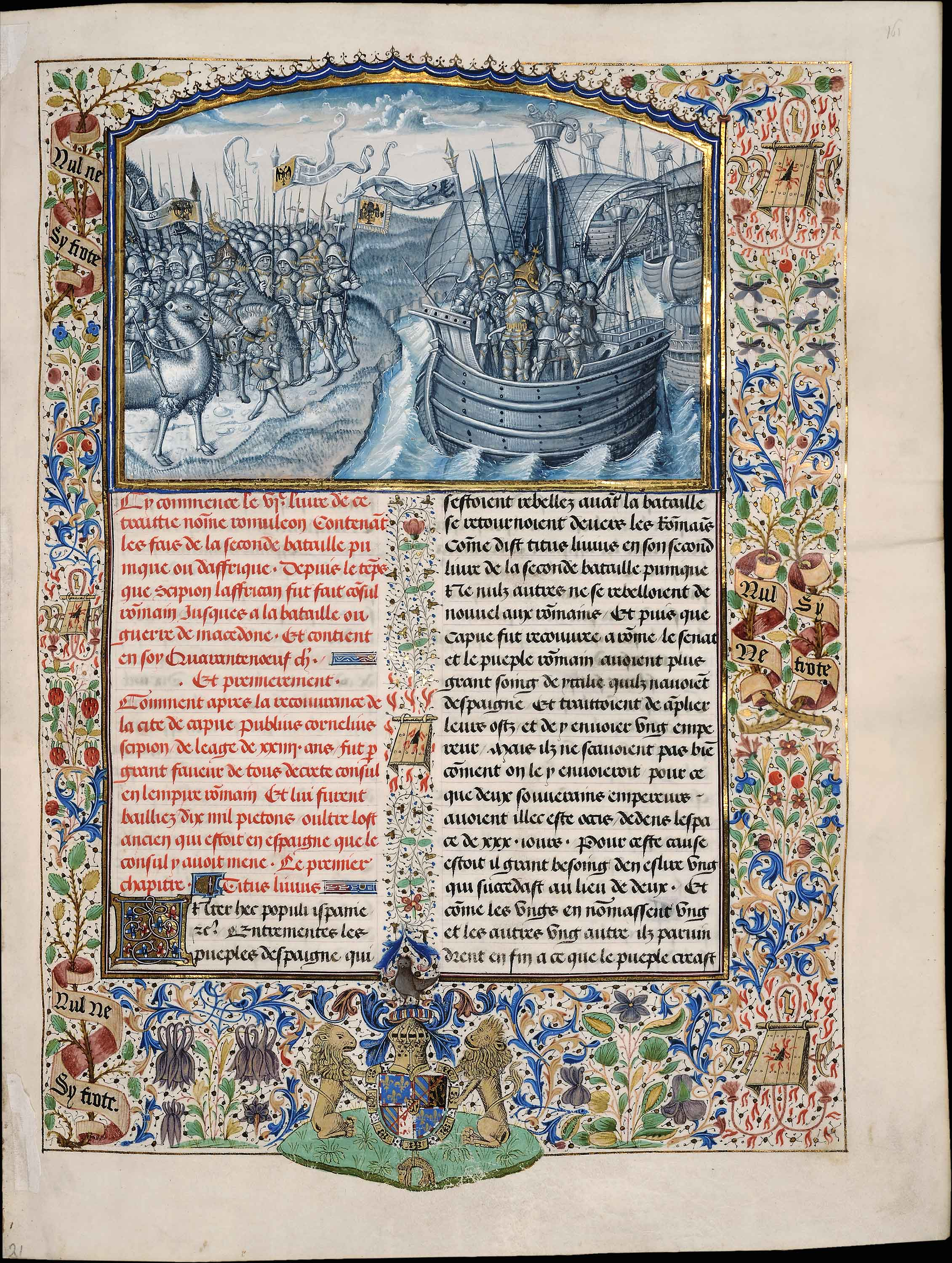
Miniatura del Romuléon de Miélot, f.161r.

Romuléon es un texto francés del siglo XV , traducción de Jean Miélot, de la obra Romuleón en latín (siglo XIV), escrita por Benvenuto Rambaldi da Imola que relata la historia de la Antigua Roma desde su fundación legendaria por Romulus y Remus hasta el emperador Constantino el Grande.

## Orígenes
La fuente del trabajo es el libro Romuleon, escrito por Benvenuto da Imola, en Florencia, entre 1361 y 1364. El prefacio de este libro en latín estipula que la obra fue escrita a petición de Gómez Albornoz, gobernador de Bolonia.(Duval, 2001, p. 24) El libro en sí se basa en un conjunto de fuentes convencionales, incluyendo el libro de Ab Urbe condita de Tito Livio y las Vidas de los doce césares de Suetonio, junto con los artículos Compendium historie Romane et Historia romana de Riccobaldo de Ferrara.
La traducción en francés fue hecha por Jean Miélot, traductor, iluminador al servicio de Felipe III de Borgoña, duque de Borgoña y su secretario privado.  El papel de Miélot era «traducir, escribir e historiar los libros de Monseigneur», es decir, el duque.  La fecha de traducción francesa data de 1463: en el folio 336 del manuscrito de la Biblioteca Británica se encuentra escrito: « Et fut ledit traittie translatte de latin en cler franchois par sir Jehan Mielot chanoine de Lille en Flandres l'an de grace mil quatrecens soixante et troiz en la fourme et stille plus au long declare.
No hay que confundir esta traducción de Miélot con la otra también en francés, realizada por Sébastien Mamerot el año 1466.

## Manuscritos

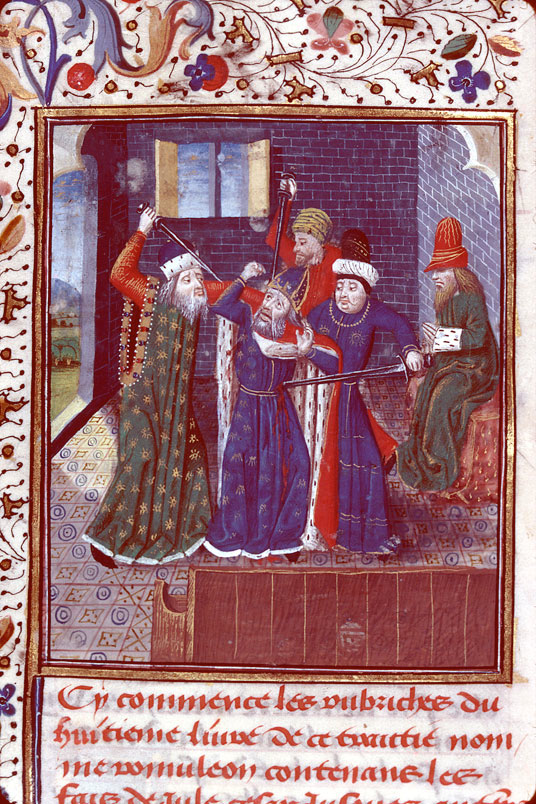
Asesinato de César (Besançon-BM-ms. 0850).

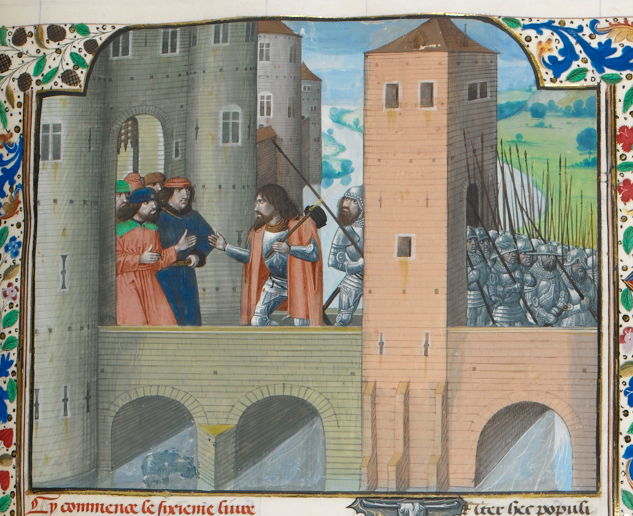
Escipión el Africano sale de Roma con su ejército (BL Royal MS 19 E v).

El Romuleón existe en siete manuscritos, uno de los cuales está incompleto, todos se encuentran iluminados:
- Besançon, Bibliothèque Municipale, Ms. 850:[8] propiedad de Felipe el Bueno, quien la compró en 1467.[9]
- Bruselas, Bibliothèque Royale, Ms. 9055: propiedad de Antonio bastardo de Borgoña, hijo ilegítimo de Felipe el Bueno. El manuscrito fue producido por el copista David Aubert en 1468.[10]
- Bruselas, Bibliothèque Royale, Ms. 10173-10174: propiedad de Jean de Wavrin.
- Florencia, Biblioteca Medicea Laurenziana,[11] Ms. Medicei Palalatini 1561 y 1562: de fecha 1464, el copista es David Aubert, manuscritos e ilustraciones son asignados a Loyset Liédet.[12] Probablemente fue propiedad de Felipe el Bueno.[13]
- Londres, British Library, Royal Ms. 19 E v:[14] Encargado para Eduardo IV de Inglaterra. A pesar de que la escritura es muy similar a la de David Aubert, no fue escrito por él.[15]
- Niort, Médiathèque Pierre-Moinot, Cote RESG2F (olim MS 25):[16] incompleto: quedan 97 folios; el manuscrito comienza en el capítulo 24 del libro II y termina en el capítulo 68 del libro VI. Las miniaturas se han desprendido.[17] Regalo de Edmond Arnauldet el año 1884.
- Turín, Biblioteca nazionale universitaria, Ms. L.I.41 et L.I.42: propiedad de Louis de Bruges, Señor de Gruuthuse, miniaturas atribuidas al Maestro del Jardín de la Consolación Virtuosa, maestro activo en Bruselas entre 1450 y 1475.